# Rhodochrosit
Rhodochrosit là một khoáng vật cacbonat mangan có công thức hóa học MnCO3. Ở dạng tinh khiết (hiếm gặp), nó có màu đỏ hồng đặc trưng, nhưng khi lẫn tạp chất nó có màu hồng đến nâu nhạt. Nó thường bị nhầm với mangan silicat, rhodonit, nhưng nó mềm hơn.